# 도그 데이즈 (애니메이션)
《도그 데이즈》(DOG DAYS)는 츠즈키 마사키가 각본을 맡은 세븐 아크스의 텔레비전 애니메이션이다. 2011년 4월 2일부터 6월 25일까지 TOKYO MX, MBS, 지바 TV, tvk, 테레비 사이타마, BS11 등의 방송사를 통해 방영되었다. 애니메이션 제 2기 《도그 데이즈'》는 2012년 7월 7일부터 9월 29일까지 도쿄 MX를 비롯한 채널에서 총 13화가 발표되었다. 애니메이션 제 3기 《도그 데이즈''》는 2015년 1월 10일부터 도쿄 MX 등에서 방영될 예정이다. 대한민국에서는 애니플러스가 일본어 음성에 한국어 자막을 덧씌운 채로 제공하고 있다. 라이트노벨화로 네 챕터가 카도가와 쇼텐에서 발매되었고, 2011년 3월호부터 7월호까지 뉴타입 지에서 연재되었다. 카도가와 쇼텐은 또한 타쿠야 F가 그린 도그 데이즈 만화도 발매하였다. 대한민국에서 비공식 약칭은 《복날》 혹은 《개날》.

## 줄거리
나라들 간의 '전쟁'빈번하게 일어나고 있는 세계 프로냘드. 그리고 이웃 나라인 '갈레트 사자단령국'으로부터 침략을 받게 된 '비스코티 공화국'. 갈레트 사자단령국의 수장인, '레온미셰리' 공주의 맹렬한 침공으로, 비스코티 공화국은 패배와 위기의 상황에 놓이게 되고, 이를 가슴 아파 여기는 비스코티 공화국의 공주, '밀피오레' 공주는 결단을 내려 나라를 구할 '용사'를 다른 세계에서 소환하기로 결정한더. 밀피오레가 용사로 선택한 이는 지구의 일본에 살고 있던 소년 '신쿠 이즈미'였다.
중1학년의 봄방학을 맞이한 종업식 날, 신쿠는 프로냘드에 소환되버리고, 그 곳에서 그를 기다리고 있던 건 독특한 룰에 의해 행해지고 있는 '전쟁'의 나날. 갈레트 사자단령국의 수장 '레온미셰리' 공주나 '가울 가레트' 왕자를 시작으로 한 호적수들과의 싸움. 밀피오레 공주를 비롯한 비스코티 공화국 사람들과의 교류.... 서커스 액션과 애슬레틱 경기를 매우 좋아하는 소년 신쿠는 '용사'로서, 비스코티와 밀피오레를 구할 수 있을 건가?

## 등장인물

### 지구
신쿠 이즈미(シンク・イズミ)
성우 - 미야노 마모루
본 작품의 주인공. 일본의 국제학교에 다니는 중학교 1학년생. 일본인과 영국인의 혼혈. 밝고 활발한 성격이며, 한 번 마음 먹은 것은 어떻게든 해내고야 마는 열혈 소년. 운동신경이 좋고 몸이 날렵하며, 애슬레틱 경기와 서커스같은 액션을 좋아한다. 무예를 제대로 배운 적은 없지만, 취미 삼아 봉술을 조금 다뤘다. 밀피오레의 결정에 의해, 종업식날에 갑자기 비스코티 공화국으로 소환돼버린다. 이후 판타지 소설같은 프로냐르도와 프로냐르도의 게임같은 시스템을 가진 '전쟁'에 흥미를 느껴, 밀피오레의 제안을 받아들이고 '용사'로서, 전장에 참여한다. 이후 잠시 현세로 돌아갔다가, 여름방학 때 밀피오레와의 약속을 지키고자 레베카와 나나미와 같이 돌아온다.
사용하는 무기는 신검 팔라디온.(본모습은 대검 형태이지만 평상시에는 주로 봉 형태나 단창 이창류 형태로 변환하여 사용, 휘력이란 힘으로 휘력무장 토네이더나 폼 플라잉디스크로 바꿔서 사용)
레베카 앤더슨(レベッカ・アンダーソン)
성우 - 타카하시 미카코
이즈미의 친구로, 역시 국제학교에 다님. 애칭은 베키. 신쿠를 비롯해 다른 사람들을 잘 챙겨 주며 신쿠를 잘 이해해주는 친구. 멋 내는 것을 좋아하며, 게임이나 만화, 판타지 소설을 좋아한다. 1기 때는 현세에 남아 신쿠네 가족과의 벚꽃놀이를 기다리며 지내고 있다가, 애니 2기에서부터 신쿠와 같이 비스코티 공화국으로 소환된다. 이후 쿠벨 공주의 스카웃으로 파스티아쥬 공국의 용사가 되어 게임에 참여한다. 신쿠나 나나미처럼 운동을 잘하는 편은 아니기 때문에 술식계 용사(쉽게 말해, 마법소녀)가 된다.
사용무기- 신검 메르크리우스.(반지형태에서 빗자루로, 특별한경우 대포격용 총계열로 바뀜)
타카츠키 나나미(高槻 七海)
성우 - 미즈키 나나
이즈미의 사촌 누나 겸 애슬래틱 라이벌 겸 애슬래틱 스승. 애니 1기에선 출연 비중이 상당히 적었으나, 애니 2기에서부터 갈레트 왕국의 용사로 소환되어 게임에 참여한다. 신쿠와 마찬가지로 봉술을 사용한 근접전 위주의 전투 스타일을 가짐.
사용무기- 신검 엑스마키나.(평상시에는 주로 봉 형태로 변환시켜 사용하지만 부메랑형태로 바꿔서도 사용, 휘력무장 파도타기형태의 슈즈-보기에는 피겨스케이팅용 스케이트같음)

### 비스코티 공화국
밀피오레 F. 비스코티(ミルヒオーレ・F（フィリアンノ）・ビスコッティ)
성우 - 호리에 유이
비스코티 공화국의 공주님으로, 신쿠를 소환한 장본인. 애칭은 밀히. 대범하면서도 약간 느긋하고 천진난만한 성격의 소유자로, 사랑하는 신하들이나 국민들을 위해 여러모로 애를 쓰고 있는 마음씨 착한 군주이다. 또한 인기 많은 가수이기도 해 이벤트나 콘서트를 열어 국민들을 위해 노래를 부르기도 한다. 신쿠에게 호감을 품고 있다.
사용무기- 신검 엑셀리드(기본형태는 작지만 공격시 크게변해서 강한위력의 문장포등을 쓸 수 있다.)
리코타 엘마르(リコッタ・エルマール)
성우 - 미즈키 나나
비스코티 공화국 국립연구원의 수석 연구원. 독특한 말투와 어려 보이는 외견에는 어울리지 않게, 상당한 수재인 듯. 밀피오레하곤 신분을 초월한 절친 관계. 에크렐, 유키카제를 비롯해 기사단에도 많은 친구들을 두고 있다. 학자로서 지식에 대한 욕구가 많아 자신이 모르는 기술을 보면 분석하고 연구하고 싶어한다. 또한 평소엔 연구원으로 일하지만, 전쟁에 나가선 포술사 임무를 담당한다. 용사로서 소환된 신쿠에게 생긴 '어떤 문제'를 해결하기 위해 사력을 다하고 있다. 밀피오레 공주와 마찬가지로 신쿠에게 호감을 품고 있다.
로랑 마르티노지(ロラン・マルティノッジ)
성우 - 코야스 타케히토
비스코티 기사단의 기사단장으로, 전투가 벌어지면 앞장서서 진두지휘를 맡고 있다. 에끄렐의 오빠이며, 밀피오레에게도 든든한 오빠와 같은 신뢰할 수 있는 존재이다. 성실한 성격의 소유자이지만, 주변에 제멋대로인 인물들이 많아서 여러모로 고생을 하고 있다.
사용하는 무기는 창.
에크렐 마르티노지(エクレール・マルティノッジ)
성우 - 타케타츠 아야나
비스코티 기사단의 밀피오레 직속 친위대의 대장. 어릴 적부터 기사로서 수행을 거듭해 왔고, 밀피오레에게 깊은 존경과 충성심을 품고 있다. 성실하고 진지한 성격으로 약간 융통성이 없는 편이라, 신쿠와도 여러모로 사소한 충돌을 일으키고 있다. 하지만 점점 신쿠에게 호감을 갖게 되며, 신쿠 앞에선 까칠하게 대하는 등 츤데레적인 모습을 보여 준다.
사용하는 무기는 쌍칼(雙刀).
브리오슈 다르키안(ブリオッシュ・ダルキアン)
성우 - 히카사 요코
비스코티 기사단 소속의 자유기사로, 비스코티를 넘어 '대륙 최강'이라 일컬어지는 뛰어난 실력을 지녔다. 형식에 얽매이지 않는 자유인으로 풍류와 술을 사랑하는, 무사같은 자유인. 사소한 일에도 그다지 흔들리지 않는 온화한 성품의 소유자이나, 전장에선 엄청난 실력으로 적을 압도한다. '은밀부대'라는 밀정조직을 맡고 있다. 본명은 '히나 마키시마'로 유키카제와 함께 신쿠를 귀여워하면서 그에게 호의를 가지고 있으며 사용하는 무기는 장도(長刀)와 대검. 휘력 특수기- 신랑멸아(엄청나게 큰 대검을소환,그대로 적을 공격한다.)
유키카제 파네토네(ユキカゼ・パネトーネ)
성우 - 아스미 카나
비스코티 기사단의 자유기사로, 브리오슈를 두령이라 부르며, 그녀와 행동을 같이 하고 있다. '은밀부대'를 이끄는 필두로 부대원들과도 매우 친하게 지내고 있다. 밝은 성격의 소유자로 붙임성이 좋아서 신쿠와도 금방 친해진다. 닌자처럼 가볍고 재빠른 몸놀림과 발군의 운동 신경을 바탕으로 한 전투가 특기. 브리오슈와 함께 신쿠를 귀여워하면서 그에게 호의를 가지고 있으며 사용하는 무기는 격투와 단도(短刀)
이스카 마키시마(イスカ·マキシマ)
성우 : 카츠 안리
다르키안의 친오빠로, 세계에서 알아주는 도검 장인. 과거에 아델라이드, 발제리오, 다르키안과 같이 용사 파티를 맺어 마물 봉인을 하였다고 한다.
아멜리타 토람베(アメリタ・トランベ)
성우 - 세토 아사미
밀피오레의 비서. 공무는 물론 전장이나 콘서트 시에도 밀피오레의 바쁜 스케줄을 완벽하게 조정 및 관리하여 밀피오레를 충실하게 보좌하고 있다.
리젤 콘키리에(リゼル・コンキリエ)
성우 - 히라타 마나
피리안노 성의 메이드장. 공주 직속의 메이드대 대장으로 성내의 청결이나 공주님의 건강 및 안전을 책임지고 있다. 실눈이 매력 포인트...

### 갈레트 사자단령국
레온미셰리 갈레트 데 로와(レオンミシェリ・ガレット・デ・ロワ)
성우 - 코시미즈 아미
갈레트 사자단령국의 공주이자, 영주. 보통 '레오 공주'라 불리지만 영주가 된 이후엔 사람들에게 '각하'라 부르라고 말한다. 용맹하고 과격한 무투파 아가씨로, 시원시원한 성격으로 전장을 누빈다. 밀피오레하곤 과거에 친구 사이이며, 옛날엔 친자매처럼 지냈다고 한다. 호전적인 갈레트국 국민들의 기대를 등에 업고 전투를 부흥시키려고 애쓴다. 애니 1기에선 그녀는 밀피오레와 신쿠가 죽는다는 예언으로부터 벗어나게 하기 위해, 자신의 본심을 숨기고 일부러 밀피오레에게 차갑게 대하고 계속 '전쟁'을 일으킨다. 그러나 그 사실을 안 밀피오레와 신쿠의 도움으로 그 위기를 무사히 넘긴다.
무기는 마전부 그란벨
가울 갈레트 데 로와(ガウル・ガレット・デ・ロワ)
성우 - 카키하라 테츠야
레온의 남동생으로, 갈레트국의 기사. 자신감과 실력을 겸비한 열혈소년으로, 신쿠하고 비슷한 전투 스타일을 가져, 자연스럽게 라이벌 관계가 되었다. 누나와 비슷하게 막무가내에다 약간 대충대충인 면이 있지만, 도움을 받으면 이를 잊지 않고 되갚으려고 노력하는 면모도 가지고 있다.
사용하는 무기는 창[이라기엔 클로형일듯.. 문장술사용에도 주로 쓰는 것이 상뢰파]
고드윈 장군(ゴドウィン)
성우 - 와카모토 노리오
갈레트국의 장군. 직속상관인 가울에게 존경과 경의를 품고 있다. 매우 호쾌한 성격을 지님.
사용하는 무기는 철구가 달린 도끼.
노와(ノワール)
성우 - 하나자와 카나
가울의 직속친위대인 '제노와즈'의 멤버로, 말수가 적고 무표정이다. 단검이나 나이프를 다루는 솜씨가 뛰어나며, 화려한 기술로 적을 제압한다. 사려 깊은 지성파로 보이지만, 의외로 중요한 일을 제대로 확인하지 않아 실수로 연결되는 경우가 많다.
사용하는 무기는 나이프
사용 문장술: 세븐테일-꼬리부분에서 여러개로 늘어나 적을 공격한다.
벨(ベール)
성우 - 코토부키 미나코
가울의 직속친위대인 '제노와즈'의 멤버로, 느긋한 성격의 아가씨. 일상생활에선 좀 심할 정도의 덜렁이라 실수를 연발하나, 활을 다루는 솜씨는 가히 달인의 경지를 이룬다고 한다.
사용하는 무기는 활.
조(ジョーヌ)
성우 - 나가타 요리코
가울의 직속친위대인 '제노와즈'의 멤버로, 서방 특유의 억양으로 말하는 소녀. 거대한 무기를 자유자재로 사용할 정도의 괴력을 지니고 있다. 노와와 벨과 행동하며, 그녀 역시 백치같은 모습을 보일 때가 많다. 현재 그녀의 목표는 고드윈 장군을 팔씨름으로 이기는 거라 한다.
사용하는 무기는 대형도끼.
비오레(ビオレ)
성우 - 탄게 사쿠라
레오의 보좌로, 전투가 열릴 때면 실황 중계에서 해설을 담당하기도 한다.
루즈(ル-ジュ)
성우 - 테라모토 유키카
레오의 전속 메이드. 비오레와 마찬가지로 레오를 보좌함.
버나드 장군(バナード)
성우 - 오노 다이스케
갈레트군의 기사단장. 갈레트의 전쟁 부흥을 위해 일선에 나서고 있다. 싸움에 관해 레오의 공무를 대부붙 서포트하고 있으며 전투가 벌어지면, 전투에 참여하거나 실황 중계의 해설을 맡기도 한다. 비스코티의 기사단장인 '로랑'과는 오래전부터 친하게 지내온 사이이다.
사용하는 무기는 창.
프란보와즈 샤를로(フランボワズシャルレ)
성우 - 사쿠라이 타카히로
갈레트 사자단령국 국영방송에 소속되어 있는 보도원. 전투를 부흥시키기 위한 방법의 일환으로, 전투가 벌어지면 실황 중계나 현지 보도 등을 담당하고 있다..

### 파스티아쥬 공국
쿠벨 E 파스티아쥬(クーベル・E(エッシェンバッハ)・エッシェンバッハ)
성우 : 유우키 아오이
파스티아쥬 공국 제1왕녀로, 차기 영주 견습기간이라 하며 이곳저곳 다니며 유학 중. 흔히 '쿠벨'이라 불리고 애칭은 '쿠우 님'. 밀피오레와 레오와는 소꿉친구로, 두 사람을 언니라고 부른다.
분방한 성격에 장닌이 심하지만, 사람을 보는 눈에 있어선 자타 공인하는 재능을 지니고 있다. 그리하여 레베카를 자신의 나라의 용사로 스카웃해 감.
무기는 나라의 보검 '천창 쿨마르스'를 사용하며, 그걸 총 모양으로 바꾸어 한손으로 자유롭게 다룬다.
캐러웨이 리스레(キャラウェイ・リスレ)
성우 : 미즈시마 타카히로
파스티아쥬 정술기사단 기사.
발레리오 칼바도스(ヴァレリオ・カルバドス)
성우 : 토리우미 코스케
'마왕'. 마왕답게 그가 가진 힘은 매우 위력적이다. 하지만 여자를 너무 심하게 밝히는 데다 틈만나면 여자 탈의실이나 여탕을 훔쳐보고 있으며 이때마다 아델라이드에게 응징당한다. 애니 2기 중반부에 신쿠와 크벨이 영웅왕의 비석에 손을 댔을 때, 봉인에서 깨어나서 온갖 변태짓을 저지르면서 파스티아쥬 공국을 좀 어지럽히지만 이후에 깨어난 영웅왕 '아델라이드'에게 된통 혼난다. 그 후 비석의 봉인 장치의 고장으로, 파스티아쥬 공국에 머물게 된다.
아델라이드 그랑마니에(アデライド・グランマニエ)
성우 : 키타무라 에리
'영웅왕'. 봉인에서 깨어나나, 파스티아쥬 공국을 좀 어지럽히지자 신쿠, 레베카, 나나미가 소환조건을 완료해 소환되어 발레리오를 혼낸다. 그 후 비석의 봉인 장치의 고장으로, 파스티아쥬 공국에 머물게 된다.
발레리오, 이스카, 발레리오하고는 오랜 친구 사이라고 함.

## 제작진
- 원작·각본 - 츠즈키 마사키
- 감독 - 쿠사카와 케이조
- 캐릭터 디자인 - 사카타 오사무
- 서브 디자인 - 오오타 케이코
- 무기 디자인 - 오오츠카 아키라
- 크리처 디자인 - 오다 히로야스
- 소품 디자인 - 마스다 켄지
- 그래픽 디자인 - 에노모토 메구미
- 색채 디자인 - 시노하라 아이코
- CG 리드 애니메이터 - 이시카와 신페이
- 미술감독·설정 - 카타히라 신지
- 촬영감독 - 키타오카 타다시
- 편집 - 세키 카즈히코
- 음악 - 잇시키 유이, 이우치 마이코, 나츠메 스스무
- 사운드 프로듀스 - I've
- 음향감독 - 카메야마 토시키
- 음향 효과 - 야마타니 나오토
- 녹음 엔지니어 - 오하라 요시오
- 실행 프로듀서 - 나츠메 코이치로, 우에무라 오사무, 시게무라 히로후미, 우노자와 신, 아키 타카노리
- 프로듀서 - 시미즈 히로유키, 사이토 슌스케, 이시오카 토모코, 쿠자키 히사노리, 오다 츠요시
- 애니메이션 제작 - 세븐 아크스
- 기획·제작 - PROJECT DD(애니플렉스, 세븐 아크스, 킹 레코드, 반다이 남코 게임즈, 굿 스마일 컴퍼니)

## 애니메이션 주제가
오프닝 테마 "SCARLET KNIGHT"
작사 - 미즈키 나나 / 작·편곡 - 후지마 히토시
노래 - 미즈키 나나
엔딩 테마 "PRESENTER"
작사 - 나카무라 카나타 / 작곡 - Elements Garden / 편곡 - 나카야마 마사토(Elements Garden)
노래 - 호리에 유이
삽입곡
〈분명 사랑을 하고 있어요〉(きっと恋をしている)
작사 - 밀피오레 F. 비스코티 / 작·편곡 - 타카세 카즈야
노래 - 밀피오레 F. 비스코티(성우 - 호리에 유이)
삽입화수 - 제5화
〈약속된 사랑 ~좋아해요 X 100~〉(Promised Love 〜ダイスキ×100〜)
작사 - 밀피오레 F. 비스코티 / 작·편곡 - C.G mix
노래 - 밀피오레 F. 비스코티(성우 - 호리에 유이)
삽입화수 - 제5화

## 미디어믹스

### 소설
츠즈키 마사키에 의한 소설 작품이 카도카와 쇼텐의 《월간 뉴타입》에서 2011년 3월호부터 연재되고 있다. 2011년 6월에 카도카와 스니커즈 문고를 통해 단행본 제1권이 간행될 예정이며, 일러스트는 하네하네 키로가 담당하고 있다.

### 만화
츠즈키 마사키 원작, 후지미 타쿠야 그림에 의한 만화판이 카도카와 서점이 출판하고 있는 여러 잡지들에 걸쳐 연재될 예정이다. 2011년 4월에 연재가 시작되었으며, 제1화는 《월간 뉴타입》 2011년 5월호에 게재되었다. 제2화는 《콤프틱》, 제3화는 《월간 콤프 에이스》에 게재될 예정이다.